# マクシム・シャノ
- マクシム・シャノ
- マキシム・シャノ

マクシム・シャノ（Maxime Chanot、1989年11月21日 - ）は、フランス生まれのルクセンブルクのサッカー選手。ルクセンブルク代表。MLS・ロサンゼルスFC所属。ポジションはDF。

## クラブ歴
ナンシーに生まれ、ASナンシー、スタッド・ランスの下部組織に在籍した。2006年にシェフィールド・ユナイテッドFCに加入するもトップチームでの出場はならず、2008年10月4日にマンスフィールド・タウンFCにレンタル移籍、ウォキングFC戦で初出場を果たし、この試合は0-1で敗戦したが彼はMoMに選出された。マンスフィールド・タウンでは5試合に出場し、シェフィールド・ユナイテッドに帰還したが、クラブが昇格に失敗した事によるコストカットもあり、2008-09シーズン終了を以て放出された。
2009年半ばにはバーンズリーFCのトライアルに参加。プレシーズンの親善試合5試合に出場し、その競り合うスタイルでコーチ陣に好印象を与えたため、更に2週間のトライアルに参加したが、結局は経験不足のために契約を勝ち取る事が出来なかった。その後11月にリーグ・アンのル・マンFCに2年契約で加入。2010年にはFCグーニョンに1シーズンのレンタル移籍をした。
2011年9月にはベルギーのホワイト・スター・ヴォリュヴェFCに1年契約で加入し、活躍によって1年の契約延長も掴みとった。その活躍は1部のKVコルトレイクからのオファーを掴み、2013年に移籍。移籍後も好調は続き、同リーグの最優秀ディフェンダーに名を上がられる事もしばしばであった。そしてクイーンズ・パーク・レンジャーズFCやACキエーヴォ・ヴェローナといったクラブからも調査を受けたが、パトリック・ヴィエラ率いるニューヨーク・シティFCに移籍した。
2016年7月16日にニューヨーク・シティFCへの加入が発表され、同月30日のコロラド・ラピッズ戦でハーフタイムにジェフェルソン・メナとの交代で出場してメジャーリーグサッカーデビューした。翌週のサンノゼ・アースクエイクス戦で活躍したため、加入直後であるにも関わらずチーム最優秀選手となった。中途加入であったが、同シーズンはプレーオフ2試合でもスターティングメンバーに名を連ね、リーグ8試合に出場した。2017年6月3日のフィラデルフィア・ユニオン戦でメジャーリーグサッカー初得点を記録した。
その後2シーズンに渡って活躍を続け、アレハンデル・カジェンスとのCBコンビはMLSでも屈指の守備力を誇った。2019年シーズンにはチームの最優秀DFに選出された。
2023年からはACアジャクシオで短期間プレーした後、ロサンゼルスFCと2025年までの契約を結び、再びMLSの舞台に戻ることとなった。

## 代表歴
2013年6月7日のアゼルバイジャン代表戦で初出場。2014年6月4日のスタディオ・マルカントニオ・ベンテゴディで行われたイタリア代表との親善試合で初得点し、1-1の引分を齎した。11月13日の2018 FIFAワールドカップ・ヨーロッパ予選グループAのオランダ代表戦ではペナルティキックを決めたが、結局1-3で敗戦となった。

## タイトル
ニューヨーク・シティFC
- MLSカップ: 2021[17]
- カンペオーネス・カップ: 2022

ロサンゼルスFC
- USオープンカップ: 2024

## 個人成績
代表での得点一覧
| No | 日附           | 場所             | 対戦相手     | 得点 | 結果 | 大会                                   |
| -- | -------------- | ---------------- | ------------ | ---- | ---- | -------------------------------------- |
| 1. | 2014年6月4日   | ヴェローナ       | イタリア     | 1–1  | 1–1  | 親善試合                               |
| 2. | 2016年11月13日 | ルクセンブルク市 | オランダ     | 1–1  | 1–3  | 2018 FIFAワールドカップ予選            |
| 3. | 2018年9月11日  | セラヴァッレ     | サンマリノ   | 1–0  | 3–0  | UEFAネーションズリーグ2018-19・リーグD |
| 4. | 2023年9月8日   | ルクセンブルク市 | アイスランド | 1–0  | 3–1  | UEFA EURO 2024予選                     |